# 公開
| ウィキペディアには「公開」という見出しの百科事典記事はありません（タイトルに「公開」を含むページの一覧/「公開」で始まるページの一覧）。 代わりにウィクショナリーのページ「公開」が役に立つかもしれません。 |